# ビュート (モンタナ州)
ビュート（英語：Butte）は、アメリカ合衆国モンタナ州シルバーボウ郡にある町。人口は3万4494人（2020年）。西部でも名高い銅山ブームに沸いた町で、かつては州内最大の都市だった。最盛期は19世紀の終わりから1920年代までであり、酒場・妓楼が連なっていた。1977年からビュート市とシルバーボウ郡は統合市郡になっている。バート・ムーニー空港(en: Bert Mooney Airport)BTM がある。

## 歴史
ビュートは19世紀後半にシルバー・ボウ・クリーク・バレーの鉱山町として開けた。ロッキー山脈の分水嶺にあり、アメリカ大陸をまたぐ位置にある。初期は銀と金を産出し、後に銅需要の高まりとともに、この地域に豊富にあった銅を採掘してきた。鄙びた町は特に第1次大戦とともに、繁栄の時期を迎え、世界一豊かな丘と呼ばれたこともあった。労働者がアイルランド、ウェールズ、イングランド、レバノン、カナダ、フィンランド、オーストリア、セルビア、イタリア、中国、シリア、クロアチア、モンテネグロ、メキシコおよび米国各地より集まった。移民の伝統は挽肉パイ（パスティ、Cornish Pasty)として持ち込まれ、鉱山労働者に働きながら食べられる食品として人気があった。ビュートの人口は1917年の11万5千人をピークとし、当時はシアトルからミネアポリスの間で最大の町であった。
19世紀の終わりに、銅は電線、特に海底ケーブル敷設事業により莫大な需要を生じた。ウィリアム・A・クラーク、マーカス・ダリー、フリッツ・アウグスタウ・ハインツという3人の”銅山王”(Copper Kings)とロスチャイルド家がビュートの鉱物資源を争った。1899年、ダリーはウィリアム・ロックフェラー、ヘンリー・ロジャース、トーマス・ローソンと共同し合同銅鉱山社を組織した。すぐに、この会社はアナコンダ銅鉱山会社(ACM)と名前を変えた。めざましい成長をとげ、1920年代にはビュートの鉱山をほぼ独占するようになった。1917年、ビュートからの銅産出はピークを迎え、ゆっくりと減少していった。繁栄は1950年代まで続いたが、鉱脈の品質低下と他鉱山との競争が、アナコンダを危険な地下採掘から露天掘りに切り替えさせた。1967年、ACMへNY銀行シ団が総額8000万ドルを融資した。シ団の参加者はチェース・マンハッタンとケミカルとモルガン・ギャランティ・トラスト（いずれも現JPモルガン・チェース）、そしてロックフェラー家のシティ・バンク・オブ・ニューヨーク（現シティグループ）であり、拠出額は各行2000万ドルずつであった。1977年、アナコンダはプルドーベイ油田を発見したARCO に吸収合併された。

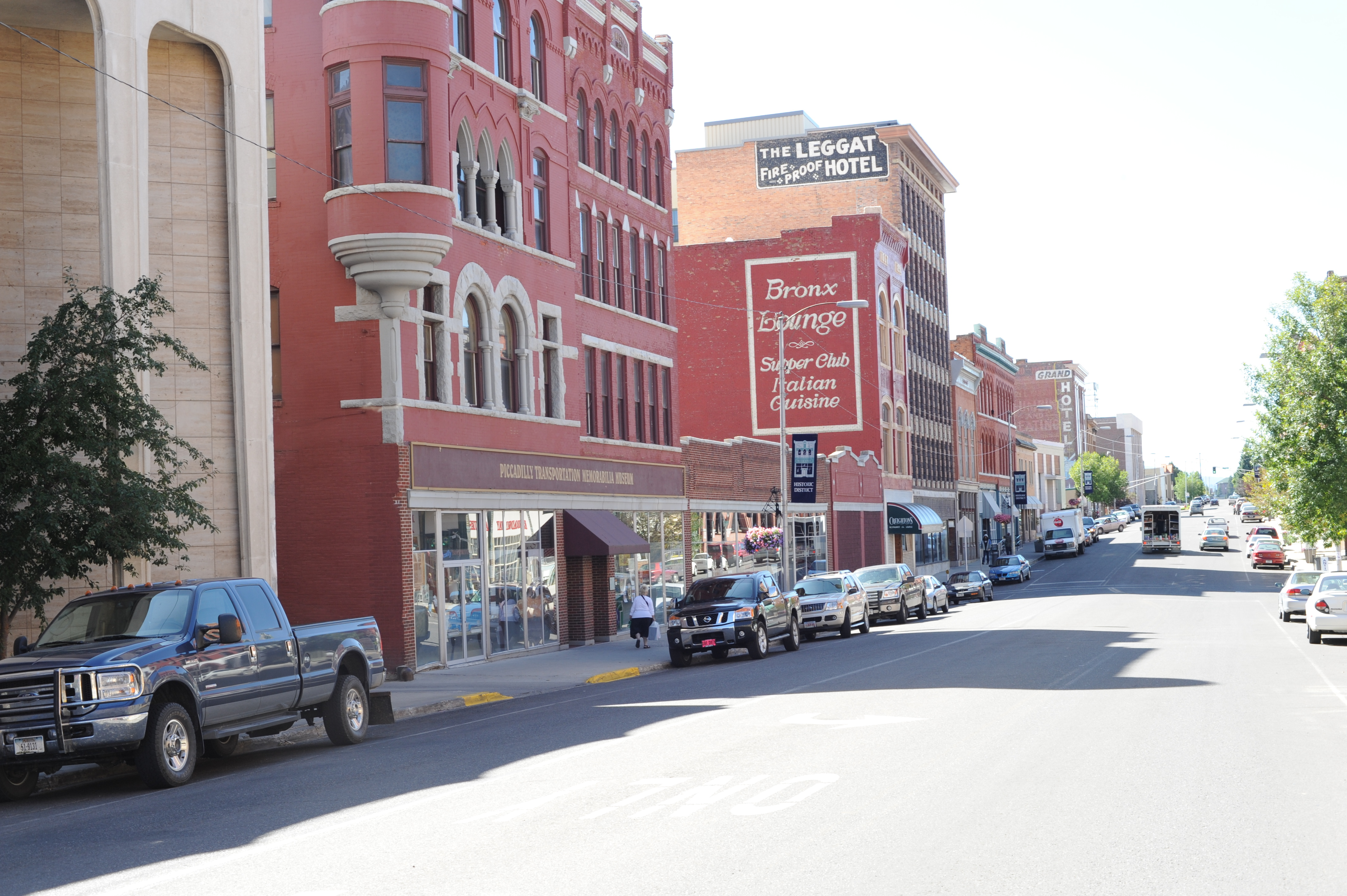
ビュートの町並み

1960年以降、市の人口は約3万人を境に上下している。1ダース以上の巻き上げやぐらが坑道に立ち、市はブーム以来の千を超える歴史的商業ビルや住居が、特にアップタウン地区に残っている。それらの建物は古い面影を残し、ゴーストタウンの様相も見せているが多くのビルは再利用されている。
ビュートはまた”労働組合活動の要塞”としても知られ、大変活動的な労働者組合運動の潮流が、アナコンダに対抗する力として1885年以前から存在した。

## グラナイト・マウンテン／スペキュレイター鉱山災害
1917年6月8日に悲劇的な事故が発生した。グラナイト・マウンテン鉱内地下610ｍで火災が発生し、炎、煙、有毒ガスが坑道と接続する入り組んだスペキュレイター鉱山地下のトンネルに充満した。救助活動が開始されたもの、一酸化炭素により坑内は酸素不足状態となった。
わずかな人が手作りで掘られた坑道から救出されたが、他の多くは脱出の努力にもかかわらず、パニックの中で死んだ。死者は168名にのぼり、多くは火災そのものによる酸素不足と煙吸入が死因であった。スペキュレイター鉱山には、米国の鉱山史上最大の生命を奪った事故を記憶するために慰霊碑が建造された。

## 露天掘りの時代
ミーダービル郊外、マックィーンと東ビュート周辺地区で、数千の家が1955年バークレイピット開削のために破壊された。バークレイピットは時とともに大きくなった。1980年にARCO社は銅価格の低下により閉山を開始した。1982年、バークレイピットのすべての採鉱は中止された。
モンタナリソース社は資産を買い取り、1986年同地区のコンティネンタルピットを再開し、2000年で採鉱を終了した。2003年には銅価格高騰により再開し346名を雇用している。1880年から2005年までビュート一帯で採掘された銅は960万トン以上であり、210万トンの亜鉛、160万トンのマンガン、38万1千トンの鉛、8万7千トンのモリブデン、7億6千5百万トロイオンスの銀、そして2百9十万オンスの金であった。

## 鉱害
1982年バークレイピットを閉鉱したとき、鉱山のくみ上げポンプも停止し、その結果有害な重金属を含む強酸性水がピットに満ちてきた。わずか2年後ピットはスーパーファンド（地質環境汚染責任）用地と環境汚染地に指定された。その間、酸性水は上昇し続けた。深刻な影響は1990年代以降も続き、バークレイピット浄化開始をすることになった。2003年11月にホースシューベンド処理施設が整い、水処理を開始し拡大し成果を得た。皮肉なことにバークレイピットは市内観光最大の名所となった。米国における最大の鉱山跡の湖であり、最大の処理費用を要したスーパーファンド用地である。2012年現在も、重金属で汚染された湖は現存しており、CNNニュースにてアメリカの不気味なスポットの一つとして取り上げられている。
採鉱、精錬が集中した1世紀の後、この市の周辺地域は環境問題に留意されるようになった。ヒ素と鉛のような重金属は古い鉱山による幾つかの地点への影響が集中的に見られ、1990年代のある時期には水道水が飲用に適さない場合があった。数百万ドルが水道設備とインフラ改良に投じられ、こうした努力により、数年後に改善された。環境調査と改善の努力は地域経済に波及し、活性化が見られた。

## 近況
この地域の豊富な電力を利用して、数百万ドルに上る多結晶シリコン製造プラントが1990年代に建設された。このプラントは、コマツの孫会社であるアドバンスト・シリコン・マテリアルズ有限会社(ASiMI)により建設されたが、2005年にノルウェーのリニューアブル・エナジー社(REC)に売却された。
1929年、ダシール・ハメットが書いたハードボイルド小説「血の収穫 Red Harvest」の舞台である。作中ではビュートに近い「パースンヴィル」俗称「ポイズンヴィル」となっている。翻訳者、小鷹信光は翻訳に先立ち1988年ビュートを訪れ、その印象を訳書「赤い収穫」のあとがきに記している。
1990年に書かれた「わたしのいい男、バスター・ミッドナイト」サンドラ・ダラス著　雨沢泰訳（"Buster's Midnight Cafe (1990)" by en:Sandra Dallas） はこの町で育った3人の女の子の物語である。一人はハリウッド女優となり、その幼なじみの男の子はボクシングの世界チャンピオンになるというストリーで、第二次大戦前から現代に至るビュートの生活が描かれている。
2004年、ビュートはヴィム・ヴェンダース監督のハリウッド映画「アメリカ、家族のいる風景（原題:Don't Come Knocking）」のロケ地として潤い、映画は2006年に公開された。
2009年3月22日15時(MDT) にPilatus PC-12ターボプロップ単発機がビュート、バート・ムーニー空港脇のHoly Cross 墓地に墜落し、14名が死亡した。翼の着氷が原因だと推定されている。
2022年7月TVドラマシリーズ「1923 (テレビドラマ)」の撮影がビュート市街で開始された。「1923」主演ヘレン・ミレン、ハリソン・フォードは新西部劇「イエローストーン」シリーズの前日譚である。撮影地点はVisiting the 1923 TV Show Locations in Butte, Montanaに詳しい。シーズン1が2022年12月18日公開された。

## 主要地点
- グラナイト・マウンテン／スペキュレイター鉱山災害
- モンタナ・テック、資源技術分野の専門大学。
- レディ・オブ・ロッキーの像、27ｍ高のブレスト・バージン・マリー像、すべての女性と母親へ献ずる像、ビュートを見渡す。
- バークレイピットは巨大な野天堀の、すり鉢型鉱山跡に水が貯まっている。水を利用した揚水発電が行われている。
- 町のシンボルマーク"M”。

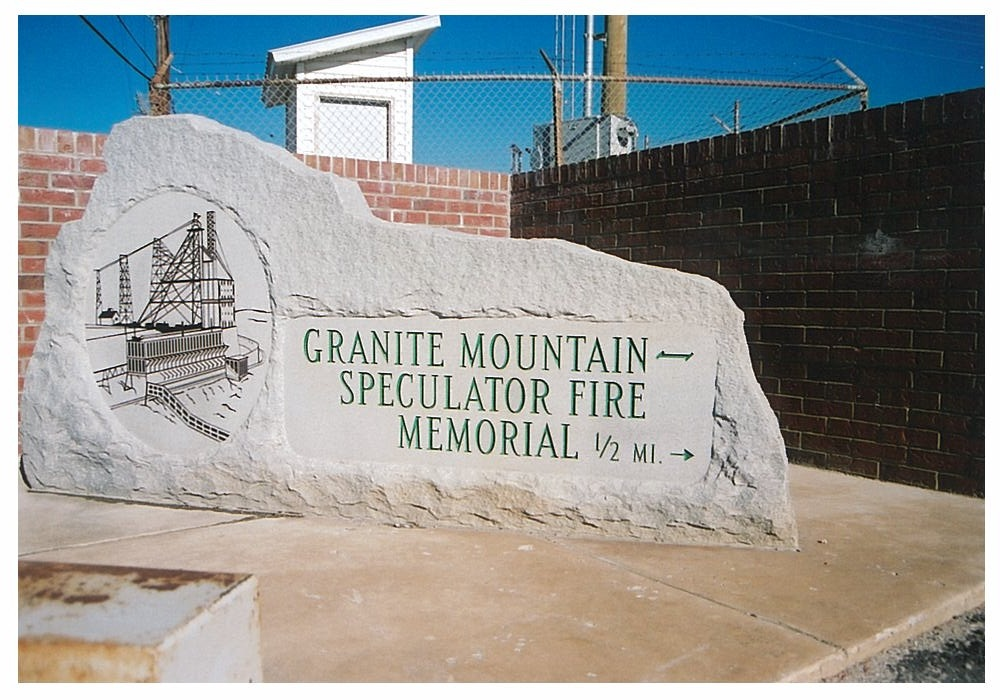
グラナイト・マウンテン／スペキュレーター鉱山災害記念碑への案内板
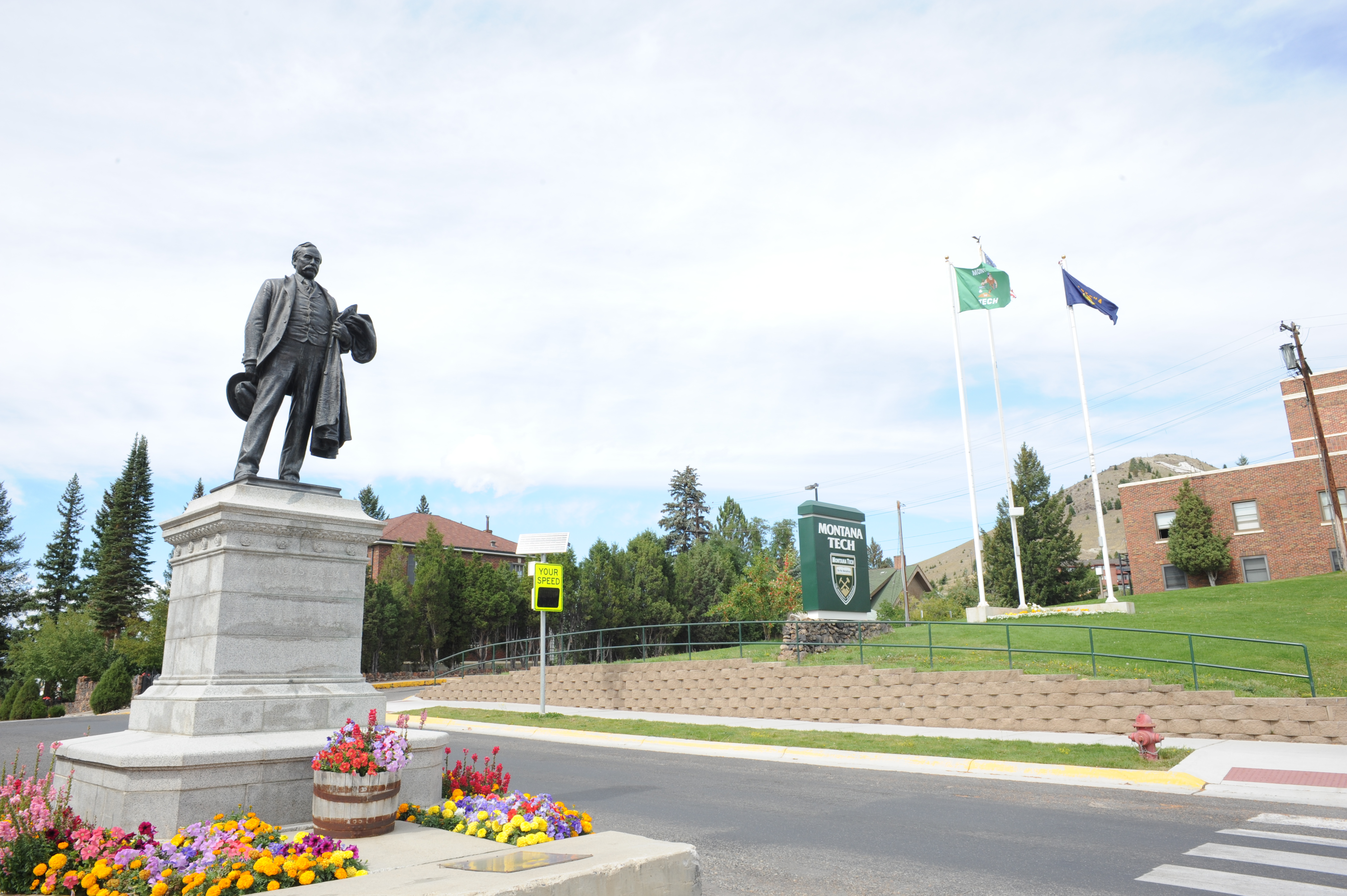
モンタナテック鉱山大学入り口。中に鉱石博物館がある
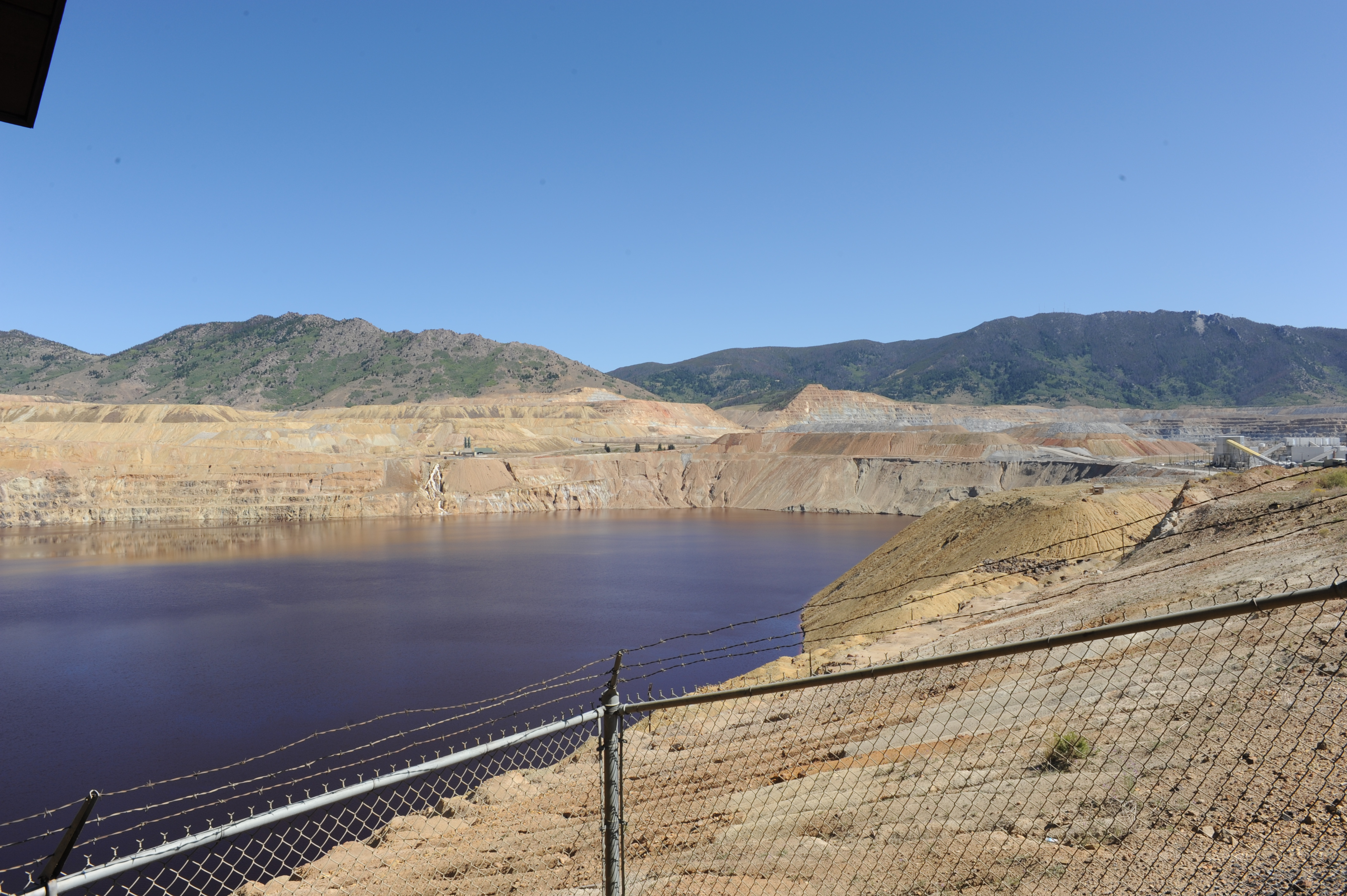
バークレイピットの右半分
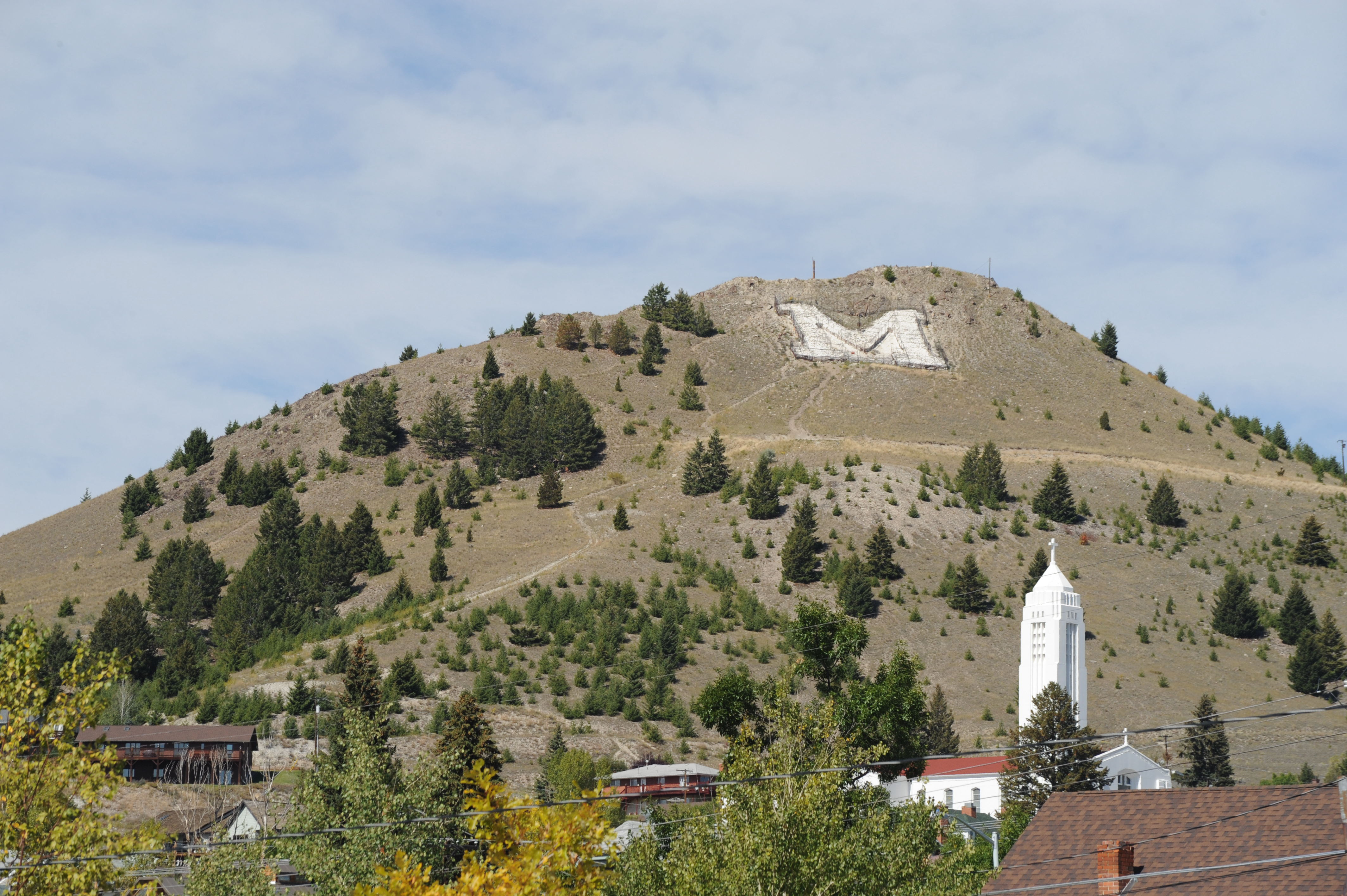
町のシンボル"M"。"鉱山（Mine）の町"を意味する